# Charley Young
(en) Statistiques sur pro-football-reference
Charles Lee Young (né le 13 octobre 1952 à Raleigh) est un joueur américain de football américain évoluant au poste de running back.

## Carrière

### Université
Young fait ses études à l'université d'État de Caroline du Nord, jouant avec l'équipe de football américain des Wolfpack.

### Professionnel
Charley Young est sélectionné au premier tour du draft de la NFL de 1974 par les Cowboys de Dallas au vingt-deuxième choix. Lors de sa première saison en NFL (rookie), Young entre au cours de quatorze matchs et parcourt 205 yards en trente-trois courses. La saison suivante, il n'est titularisé aucune fois, se contentant d'un poste de remplaçant mais en douze matchs, il marque trois touchdowns. En 1976, il joue ses deux seuls matchs en titulaire mais ne convint pas et est libéré par la franchise après la saison. Il ne jouera plus aucun match de saison régulière de NFL.

## Statistiques
En trois saisons professionnelles, il joue trente-sept matchs dont deux comme titulaire, ayant fait 131 courses pour 638 yards, marquant quatre touchdowns (deux sur des courses et deux sur des passes).